# الفساد في جزر القمر
يتبع الفساد في جزر القمر الأنماط الشائعة للفساد الحكومي، حيث يستغل المسؤولون الحكوميون سلطاتهم لتحقيق مكاسب شخصية، مما يؤثر سلبًا على المصلحة العامة في البلاد.
في مؤشر الفساد لعام 2023 الذي أصدرته منظمة الشفافية الدولية، حصلت جزر القمر على 20 نقطة على مقياس يتراوح بين 0 (يعني فسادًا مرتفعًا جدًا) إلى 100 (يعني نظافة عالية جدًا) مما يعني أنها من أكثر الدول فسادًا. عند ترتيبها حسب النقاط، احتلت جزر القمر المرتبة 162 من أصل 180 دولة في المؤشر. حيث تُعتبر الدولة الأولى في الترتيب الأكثر نزاهة في القطاع العام.  للمقارنة على مستوى العالم، أعلى درجة في العالم كانت 90 (لأكثر الدول نزاهة) مما يعني أن الدولة التي حصلت عليها تُعتبر الأكثر نزاهة. بينما كان المتوسط 43، وأقل درجة هي 11 (لأسوأ الدول)والتي تُشير إلى أن الدولة التي حصلت عليها تُعتبر الأكثر فسادًا.  وعند النظر إلى النتائج الإقليمية لبلدان أفريقيا جنوب الصحراء،  كان متوسط الفساد هناك 33 نقطة، مع أعلى درجة تبلغ 71 وأدنى درجة 11.

## قضايا

### فضيحة بيع جوازات السفر في جزر القمر
أُنشئ برنامج بيع جوازات السفر في جزر القمر عام 2006 بواسطة رجل الأعمال السابق بشار كيوان ورئيس جزر القمر آنذاك أحمد عبد الله سامبي، واستمر هذا البرنامج تحت إدارة خليفته إكليل ظنين.
من خلال الاستثمار كحل ثنائي لتحقيق هدفين رئيسيين:
قُدّم برنامج المواطنة الاقتصادية، مقابل الاستثمار باعتباره حلاً ثنائيًا لتحقيق هدفين رئيسيين: تطوير البنية التحتية لجزر القمر وحل مشكلة السكان عديمي الجنسية في الدول العربية في الخليج العربي. على وجه التحديد، سيمكن هذا البرنامج الإمارات العربية المتحدة والكويت من شراء الجنسية لأربعة آلاف أسرة عديمي الجنسية في هذين البلدين، والمعروفين باسم بدون، في المقابل ستحصل جزر القمر التي تعاني من مستويات عالية من الفقر، على 200 مليون دولار تُخصص لمشاريع التنمية. ومع ذلك، قام كيوان ومجموعة من الرؤساء السابقين باختلاس أكثر من 45 مليون دولار من هذه الأموال، دون أن تُستخدم أي منها في مشاريع التنمية لتحسين وضع البلاد. كما تبيّن أن جوازات السفر كانت تُباع بطرق غير قانونية لأي شخص يدفع السعر المناسب.
أظهرت قاعدة البيانات الرسمية أن ما يقرب من 48,000 أجنبي، معظمهم من فئة بدون/عديمو الجنسية حصلوا على جوازات سفر، وهو عدد يزيد بحوالي 6,000 عن الرقم الرسمي الذي أقره الرئيس. مما يبرز حجم المبيعات غير القانونية. كانت المرحلة الأولى من البرنامج تحت إدارة سامبي، الذي تولى الحكم من 2006 إلى 2011، تهدف إلى تحقيق 200 مليون دولار لجزر القمر مقابل منح الجنسية لأربعة آلاف أسرة بلا جنسية. صرح مسؤولون إماراتيون أنهم دفعوا المبلغ بالكامل، لكن التقارير أشارت إلى عدم وجود أي أثر للأموال في الحسابات العامة في جزر القمر.
في أغسطس 2018، وجهت سلطات جزر القمر اتهامات إلى الرئيس السابق أحمد عبد الله سامبي وإكليل ظنين وبشار كيوان، وعدد من مديري شركة كومورو جلف القابضة، التي ساهمت في بيع جوازات السفر، بتهم الفساد واختلاس الأموال العامة والتزوير المرتبط بمبيعات جوازات سفر جزر القمر. أُلقى القبض على سامبي، وفي سبتمبر 2018 تقدم بطلب إلى المحكمة العليا لمنحه حق الوصول غير المقيد إلى محاميه للدفاع عن نفسه في قضية الفساد.  في فبراير 2021، أُدين اللواء مازن الجراح، مساعد وكيل وزارة الداخلية السابق في الكويت الذي أعلن عن مشروع جزر القمر في الكويت،  بتهمة تلقي الرشاوى لتسهيل الاتجار بالبشر.
بين 21 و24 نوفمبر 2022، خضعت مجموعة من الشخصيات، بما في ذلك أحمد عبدالله سامبي، وبشار كيوان، وماجد سليمان، ومديرون آخرون في شركة كومورو غلف القابضة، لمحاكمة بتهم الخيانة العظمى، واختلاس الأموال، وغسل الأموال العامة القمرية، التي زُعم أنها تم تحويلها من برنامج المواطنة الاقتصادية. طالب الادعاء بالسجن مدى الحياة للرئيس السابق وشركائه. أُدين سامبي وحكم عليه بالسجن مدى الحياة، بينما حُكم على نائب الرئيس السابق محمد علي صليحي بالسجن 20 عامًا، وعلى بشار كيوان بالسجن 10 سنوات.

## الملاحظات
1. ↑  أنغولا، بنين، بوتسوانا، بوركينا فاسو، بوروندي، الكاميرون، الرأس الأخضر، جمهورية أفريقيا الوسطى، تشاد، جزر القمر، جمهورية الكونغو الديمقراطية، جيبوتي، غينيا الاستوائية، إريتريا، إثيوبيا، الغابون، غامبيا، غانا، غينيا، غينيا بيساو، كينيا، ليسوتو، جمهورية الكونغو، سوازيلاند، ليبيريا، مدغشقر، مالاوي، مالي، موريتانيا، ناميبيا، النيجر، نيجيريا، رواندا، ساو تومي وبرينسيبي، السنغال، سيشيل، سيراليون، الصومال، جنوب السودان، السودان، تنزانيا، توغو، أوغندا، زامبيا، وزيمبابوي.